# 胡夫
胡夫，希腊语中称之为基奥普斯（Χέοψ，Cheops），曼涅托王表中称之为苏菲斯（Σοῦφις，Suphis），是埃及古王国时期的一位法老。他的统治期从公元前2589年至公元前2566年，是埃及第四王朝的第二位法老。一般认为胡夫修建了古代世界七大奇迹之一的吉萨大金字塔。胡夫的全名是“荷努姆-胡夫”，意为“荷努姆神保佑我（胡夫）”。

## 生平
胡夫是斯尼夫鲁法老和海特菲莉斯一世王后的儿子。与其父亲迥异，在后世的歌谣中，胡夫被认为是一位残暴的法老。胡夫有9个儿子，其中雷吉德夫是其直接继承人；另外，他还有15个女儿，其中一个即是后来的海特菲莉斯二世王后。
胡夫在二十多岁时继承了法老王位，依据都灵王表的记载，他统治了约23年。后世的其他文献资料所记载的胡夫的统治期则更长：曼涅托认为其统治期为63年；希罗多德则认为是50年。考古学家曾在胡夫金字塔的减重室内发现了一段记载，其中提及了“胡夫期间第十七次统计牲畜的年份”（Year of the 17th Count of Khufu），这一发现于1883年为弗林德斯·皮特里首次提及，但是后来为历史学及所忽视，直到2001年，札希·哈瓦斯才重新发现了这一史料。此外，2003年，在撒哈拉沙漠的达赫拉绿洲中发现了一块石刻铭文，其中提及了胡夫统治期内“第十三次统计牲畜的后一年”，该铭文中出现了胡夫的“王宫门面”和前面提及的时间。
胡夫是首个在吉萨地区修建金字塔的法老。相关的铭文资料显示，在其任期内，胡夫可能组织了数次对西奈半岛、努比亚和利比亚的军事远征。
在中王国时期末期至新王国时期初年之间写成的韦斯特卡莎草纸记载了胡夫的每个儿子为其父亲讲以前的法老的故事，到了讲第四个故事时，其子Hardedef说这些故事都是过去的，现在会发生奇迹，于是请来了一个魔法师德迪，其能将砍下的头颅重新接上，胡夫便带来一名囚犯斩首做实验，但魔法师指出不能对人施展这种魔法，于是便在一只鹅、一只水禽和一头牛上进行了成功实验。胡夫要寻找古代知识修建其陵墓，便请教魔法师，魔法师却说不能告知法老，因为访问权限在三位未来的虔诚统治者手上（暗示了胡夫寻求古代知识的行为是不虔诚的），告知了胡夫在他孙子之后这三人会成为埃及的新统治者，并在第五个故事中成为现实。这个故事可以被视为记录胡夫王室道德没落的一个例子，但在这些故事中胡夫仍然不是一个典型的暴君形象，现今也不能确定这些故事是否是基于事实创作的。胡夫的恶名在古典时代最终定型，到了希罗多德时期，后者听闻到这位法老为了确保其金字塔的修建，残酷地役使10万人做30年苦工建成，并逼迫其女儿卖淫换取钱财，这些记载在现代备受质疑。但是可以确定的是埃及民间对其陵墓的崇拜仪式一直持续到其死后两千年——即最后一个埃及本土王朝第二十六王朝。

## 墓葬

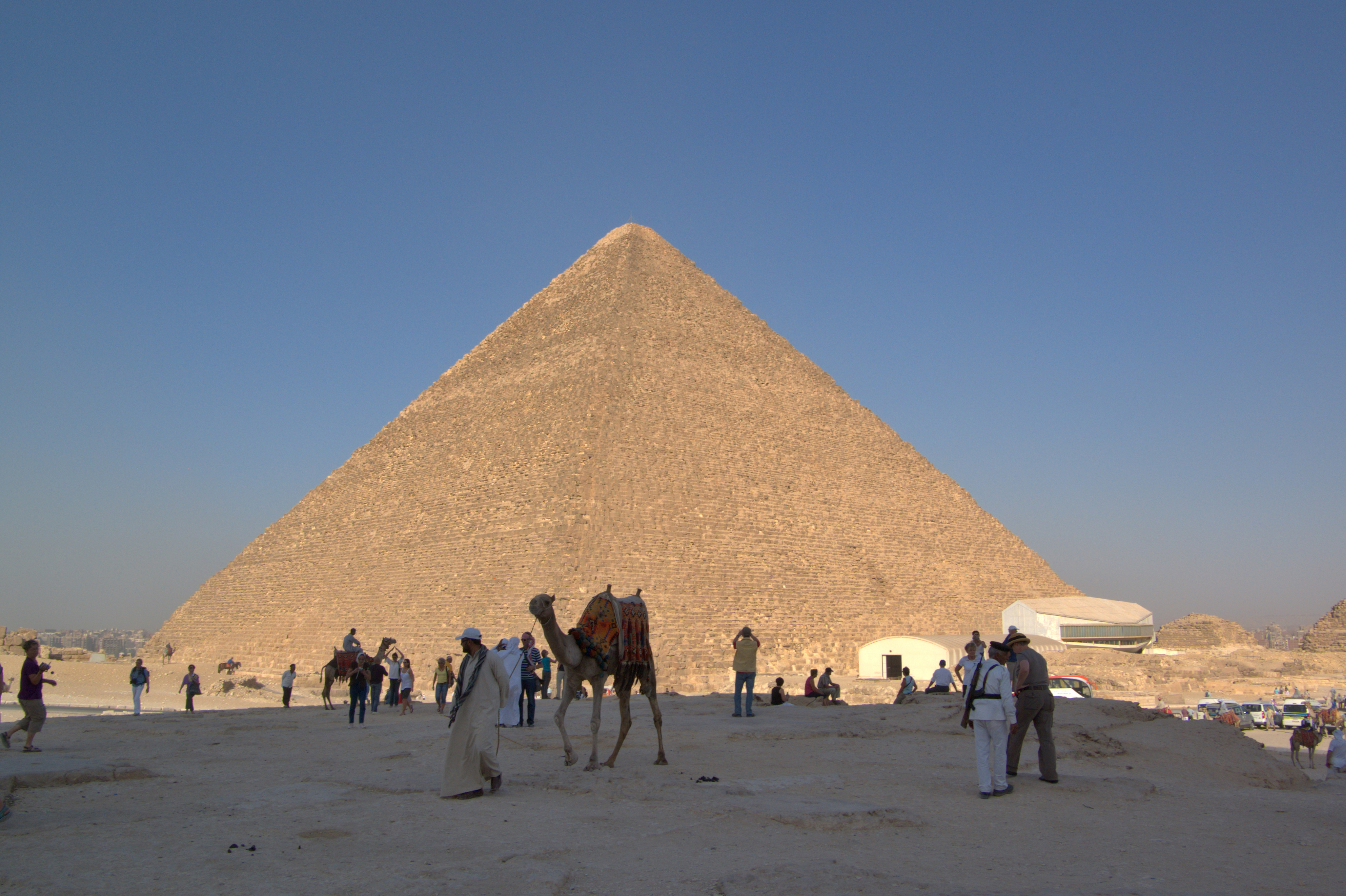
吉萨大金字塔

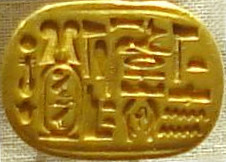
所谓的“基奥普斯之戒”，上刻有胡夫的涡形纹饰，曾被认为属于胡夫本人。但是现在一般认为它曾属于一位吉萨地区从事崇拜胡夫仪式的祭司。大约出自古埃及晚期的埃及第二十五王朝或埃及第二十七王朝。

胡夫的大部分雕像均已在几千年中遗失，现今只有一尊小型雕像被确定是属于该法老的。尽管他修建了古代世界最为庞大的建筑，但是现今唯一能被确定为属于他的皇家雕像却是埃及所有法老雕像中最小的：该雕像为象牙材质，高7.6厘米，其上刻有他的名字。该雕像并非发现于吉萨——1903年威廉·马修·弗林德斯·皮特在阿拜多斯的一座神庙中发现了该雕像。发现之时，该雕像的头部是残缺的，但是雕像上刻有胡夫的名字。皮特里意识到了该发现的重要价值，他停止了在该地区的其他挖掘活动，开始对之前挖掘的沙土进行仔细筛选，最终在三个星期后找到了该雕像的头部。该雕像现藏于开罗国家博物馆。近年来，基于与皮特里所发现雕像的风格的相似性，另有两尊雕像也被初步认定为属于这位法老。其中一尊使用红色花岗岩雕成了这位法老的巨大头颅，他戴着象征上埃及的白色王冠，现藏于布鲁克林博物馆；另一尊使用石灰石材质的雕像中他也戴着象征上埃及的白色王冠，现藏于慕尼黑的“艺术区”。
在胡夫金字塔内的一个墓室中，考古学家发现了一个空石棺，但是该石棺是否是用于墓葬目的还不得而知。至今还未发现胡夫的木乃伊，而其壮观而保存完好的太阳船则在1954年由埃及考古学家于其金字塔基座的一个深坑中发现。该太阳船已被修复并存放于一个博物馆中供公共参观。
由于胡夫金字塔只属于胡夫本人，所以其四周几个较小的金字塔建筑被认为是属于其皇室成员的。位于胡夫金字塔东部的三座小型金字塔中的两座被初步认定为属于胡夫的两个妻子，而第三座则被认为属于胡夫的母亲海特菲莉斯一世王后，其墓葬保存相对完整。在这些小型金字塔附近还有一系列的马斯塔巴，以及其他诸多墓穴。距离胡夫金字塔最近的陵墓属于胡夫的儿子卡瓦布（Kawab）和胡夫哈夫（Khufuhaf）以及他们的妻子；次近的陵墓则属于明克哈夫（Minkhaf）、海特菲莉斯二世王后、美勒桑克二世王后和美勒桑克三世王后。其中最大的陵墓是G7510号陵墓，于1927年被挖掘，在其中发现了安卡哈夫王子的半身雕像，该雕像现藏于波士顿美术馆。
後來有两位法国业余考古学家多米恩和弗德赫特称，他们通过穿透雷达在胡夫王后室底部偏西处又发现了一条神秘走廊，而这条走廊则通往一个神秘墓室，这个墓室在之前从来未被发现过，多米恩猜想，这个墓室应该就是胡夫的最终葬身之所，也就是说，胡夫本人的木乃伊现在就在这个墓室里面。这个猜想不无根据，多米恩认为，之前的国王室在建成后没多久就出现了裂痕，导致其四个顶梁柱受力不稳，胡夫害怕顶梁柱断掉后顶部的雪花岩会掉下来砸坏自己的木乃伊，就没敢把自己葬在里面，而通往王后室的过道又太狹窄，自己的大棺材根本无法抬进去，所以，他也放弃了王后室。两个墓室（国王室和王后室）都不行，胡夫只好命建筑师在王后室的底部打通一个新的墓室，将这作为自己的墓室，这也就是神秘墓室的来源。目前，还没有人进入过这间墓室，一切还有待考古工作的最新发现。

## 文学形象
诺贝尔奖得主纳吉布·马哈福兹的第一部小说《胡夫的智慧》（Khufu's Wisdom）（也作《命运的嘲弄》（Mockery of the Fates））即是讲述胡夫、其子卡夫拉以及雷吉德夫的故事。
- 霍华·霍克斯在其1955年的电影《金字塔血泪史》中用高度虚构的手法描写了胡夫的晚年以及胡夫金字塔的修建工程。

- 英雄漫画小说《历史上的秘密》（History of a Secret）把胡夫描绘为一个具有悬停能力的超人。[14]

- DC漫画中的超级英雄鹰人即是胡夫的转世。

- 在2008年的电子游戏《文明》中，胡夫作为一个伟大的工程建筑者出现，不过他在該遊戲中被称为基奥普斯。[15]